# Садаклия
Садаклия (рум. Sadaclia) — село в Бессарабском районе Молдавии. Относится к сёлам, не образующим коммуну.

## География
Село расположено на высоте 74 метра над уровнем моря.

## Население
По данным переписи населения 2004 года, в селе Садаклия проживает 4389 человек (2191 мужчина, 2198 женщин).
Этнический состав села:
| Национальность | Число жителей | Процентный состав |
| -------------- | ------------- | ----------------- |
| молдаване      | 4306          | 98,11             |
| русские        | 24            | 0,55              |
| румыны         | 23            | 0,52              |
| украинцы       | 9             | 0,21              |
| цыгане         | 7             | 0,16              |
| болгары        | 5             | 0,11              |
| гагаузы        | 4             | 0,09              |
| евреи          | 1             | 0,02              |
| прочие         | 10            | 0,23              |
| Всего          | 4389          | 100 %             |